# Соймоновский проезд
Со́ймоновский прое́зд (в 1852—1922 гг. — Лесной переулок) — улица в центре Москвы в начале Бульварного кольца между Пречистенской набережной и площадью Пречистенские Ворота. Проезд соединяет Бульварное кольцо с набережной Москвы-реки на западе так же, как Устьинский проезд на востоке.

## Происхождение названия
Название получил по фамилии домовладельца второй половины XVIII века, тайного советника Михаила Федоровича Соймонова, одного из организаторов горного дела в России. Позже, с периода не позднее 1852 по 1923 год, назывался Лесной переулок; в 1923 году в целях устранения одноимённых названий проезду возвращено исконное наименование.

## Описание
Соймоновский проезд начинается от Пречистенской набережной, проходит на северо-запад, справа от него на всём протяжении находится комплекс Храма Христа Спасителя, слева к нему примыкают Курсовой и 3-й Обыденский переулки. Затем полосы движения расходятся, образуя бульвар, который выходит на площадь Пречистенские Ворота и далее переходит в Гоголевский бульвар, первый на Бульварном кольце. По чётной стороне домов не числится.

## Здания и сооружения
- № 1 — Дом Перцовой (построен по проекту С. В. Малютина, архитекторами Б. Н. Шнаубертом и Н. К. Жуковым)
- № 3 — расписан по дизайну Врубеля;
- № 5 — Московский банк ОАО «Сбербанк России» (до 2016[источник не указан 2485 дней]);
- № 7, строение 1 — Жилой дом Храма Христа Спасителя (1900, архитекторы А. П. Попов и М. Н. Литвинов). В 2024 году внутренее пространство выявленного объекта культурного наследия полностью разрушено: снесены перекрытия, лестничные марши и внутренние перегородки, а также крыша и часть наружных стен. Сейчас ведётся строительство элитного жилого комплекса на 29 квартир, в том числе четыре пентхауса площадью до 400 кв. метров[2].

## Общественный транспорт
- Станция метро «Кропоткинская».
- Автобус № с755.